# 斯利那加 (北阿坎德邦)
斯利那加 （Srinagar），是印度北阿坎德邦包里格尔瓦尔县的一个城镇。总人口19861（2001年）。

## 人口
该地2001年总人口19861人，其中男性11320人，女性8541人；0—6岁人口1735人，其中男910人，女825人；识字率83.09%，其中男性为86.02%，女性为79.19%。